# Leptocroca
Leptocroca is een geslacht van vlinders van de familie sikkelmotten (Oecophoridae), uit de onderfamilie Oecophorinae.

## Soorten
- L. actinipha (Lower, 1901)
- L. adelphodes (Lower, 1893)
- L. adoxodes Turner, 1933
- L. amydrosema (Lower, 1903)
- L. aquilonaris Philpott, 1931
- L. balia Turner, 1933
- L. caenosa Turner, 1933
- L. clepsiphanes Turner, 1933
- L. chaetophora Turner, 1933
- L. chersomicta Meyrick, 1920
- L. delosticha (Lower, 1915)
- L. dryinodes (Meyrick, 1888)
- L. dysopta Turner, 1933
- L. epimicta (Meyrick)
- L. eucentra Turner, 1927
- L. eurybapta (Lower, 1908)
- L. eusema (Lower, 1900)
- L. grammocentra Meyrick, 1920
- L. iodes (Lower, 1901)
- L. ischnota (Lower, 1903)
- L. lenita Philpott, 1931

- L. lindsayi Philpott, 1930
- L. meselectra (Meyrick, 1902)
- L. nicaea (Meyrick, 1902)
- L. notospila Turner, 1933
- L. obliqua Philpott, 1930
- L. ophthalmias (Meyrick, 1887)
- L. platynephela Turner, 1933
- L. polioleuca Turner, 1933
- L. pseudopis Meyrick, 1920
- L. sanguinolenta Meyrick, 1886
- L. scholaea (Meyrick, 1884)
- L. silicolor Turner, 1927
- L. spanioleuca Turner, 1933
- L. stenophanes Turner, 1933
- L. symmadelpha Lower, 1915
- L. synaptospila Turner, 1933
- L. vacua Philpott, 1926
- L. variabilis Philpott, 1926
- L. xyrias Meyrick, 1931
- L. zophosema (Lower, 1905)